# Nicola Murru
Nicola Murru (Cagliari, 16 december 1994) is een Italiaans voetballer die doorgaans als linksback speelt.

## Clubcarrière
Murru komt uit de jeugdopleiding van Cagliari. In juli 2011 werd hij bij het eerste elftal gehaald. Op 20 december 2011 debuteerde hij daarmee in de Serie A, tegen AC Milan. In zijn tweede seizoen verscheen hij regelmatig in de basiself. In 2017 wisselde hij van club naar UC Sampdoria. Dat verhuurde hem in 2020 voor een seizoen uit aan Torino FC, zij bedongen een koopoptie.

## Interlandcarrière
Murru kwam uit voor diverse Italiaanse nationale jeugdelftallen.

## Erelijst
Cagliari Calcio
- Serie B

2015/16
1 Paleari ·
2 Bayeye ·
3 Schuurs ·
4 Walukiewicz ·
5 Masina ·
7 Karamoh ·
8 Ilić ·
9 Sanabria ·
10 Vlašić ·
13 Maripán ·
16 Pedersen ·
17 Donnarumma ·
18 Adams ·
20 Lazaro ·
21 Dembélé ·
23 Coco ·
24 Sosa ·
26 İlkhan ·
27 Vojvoda ·
28 Ricci ·
32 Milinković-Savić ·
61 Tameze ·
66 Gineitis ·
72 Ciammaglichella ·
77 Linetty ·
79 Savva ·
91 Zapata  ·
92 Njie ·
Coach: Vanoli